# التعرف على الأشياء

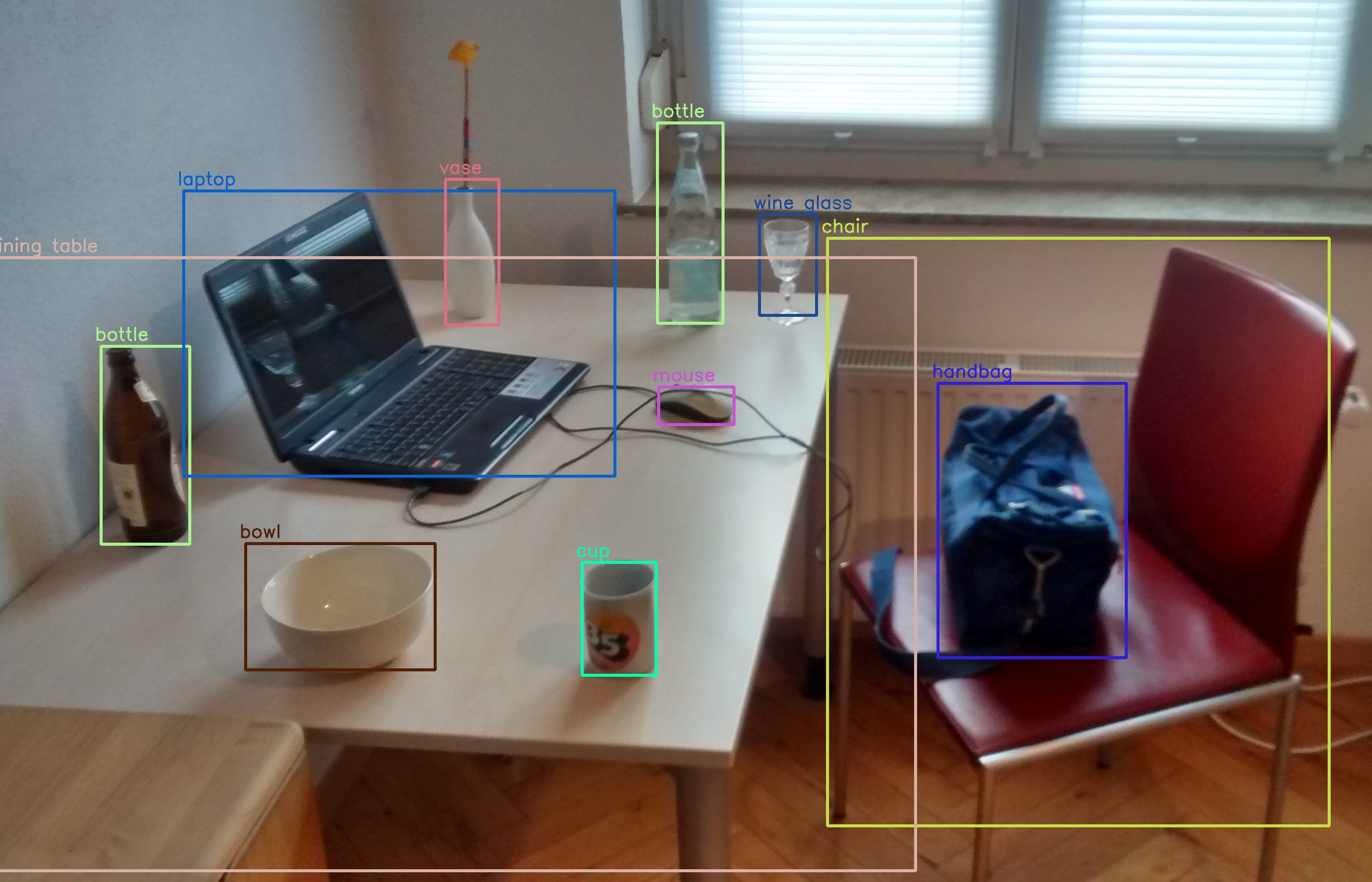

التعرف على الأشياء أو تمييز الأشياء (بالإنجليزية: Object recognition)‏ هي أحد فروع الرؤية الحاسوبية والتي تدرس مهمة العثور على كائن معين في صورة أو مقطع فيديو. يستطيع البشر التعرف على العديد من الأشياء في الصور بالقليل من الجهد، بالرغم من أن الصورة قد تختلف بعض الشيء من نواحي مختلفة، مثل الاختلاف في الأحجام، أو حتى عندما يتم نقلها أو تدويرها. حتى أنه يمكن للإنسان التعرف على الأشياء عندما تكون مخفية جزئيا. هذه المهمة لا تزال تمثل تحديا لأنظمة الرؤية الحاسوبية.
تستخدم العديد من التقنيات في تمييز الأشياء مثل استخلاص الميزات، المقارنة مع قاعدة بيانات للأشكال وغيرها.